# Adam Jakubech
Adam Jakubech (* 2. ledna 1997) je slovenský fotbalový brankář a mládežnický reprezentant, od července 2017 hráč klubu Lille OSC. Jeho fotbalovým vzorem je španělský brankář Iker Casillas.
Jeho otcem je bývalý prvoligový brankář Peter Jakubech.

## Klubová kariéra
- 1. FC Tatran Prešov (mládež)
- 1. FC Tatran Prešov 2014
- FC Spartak Trnava 2015–2017
- Lille OSC 2017–

Adam Jakubech fotbalově vyrůstal v Prešově, kde debutoval ve druhé slovenské lize za místní Tatran ve svých 17 letech. V lednu 2015 podepsal smlouvu s prvoligovým klubem FC Spartak Trnava. S týmem se představil v Evropské lize UEFA 2016/17.

V červenci 2017 přestoupil za cca 1 milion eur do francouzského klubu Lille OSC působícího v Ligue 1.

## Reprezentační kariéra
Jakubech byl členem slovenských mládežnických reprezentací U18 a U19. Od roku 2016 figuroval v reprezentaci U21 vedené trenérem Pavlem Hapalem.
Trenér Pavel Hapal jej zařadil v červnu 2017 do 23členné nominace na Mistrovství Evropy hráčů do 21 let 2017 v Polsku. Na šampionátu byl náhradním brankářem.
V lednu 2017 jej trenér Ján Kozák nominoval do slovenské reprezentace složené převážně z ligového výběru pro soustředění ve Spojených arabských emirátech, kde mužstvo Slovenska čekaly přípravné zápasy s Ugandou a Švédskem. Debutoval 8. ledna v Abú Zabí proti Ugandě (porážka 1:3, odchytal druhý poločas).